# سیارک ۴۴۴۰
سیارک ۴۴۴۰ (به انگلیسی: 4440 Tchantches، نامگذاری:1984YV) چهار هزار و چهارصد و چهلمین سیارک کشف شده‌است که در ۲۳ دسامبر ۱۹۸۴ کشف شد.
قدر مطلق سیارک برابر ۱۲٫۳۰ است.